# Donsvlinder
De donsvlinder (Euproctis similis) is een nachtvlinder uit de familie van de spinneruilen (Erebidae), onderfamilie donsvlinders (Lymantriinae).

## Kenmerken
De spanwijdte bedraagt tussen de 28 en 35 millimeter. De vlinder is sneeuwwit met aan het achterlijf een goudgele pluk haren. Vrouwtjes zijn iets groter dan de mannetjes. Daarnaast onderscheidt het mannetje zich van het vrouwtje door de bruinige vlek aan de vleugel.

## Verspreiding en leefgebied
Deze vlindersoort komt voor in Europa en Azië. In boomrijke gebieden is de vlinder algemeen. Tijdens de vliegtijd, die loopt van juli tot augustus, neemt de vlinder geen voedsel meer tot zich.

## De rups en zijn waardplanten
De waardplanten van de rupsen zijn onder andere de meidoorn en de sleedoorn. De lange haren van de rupsen irriteren sterk en kunnen dus beter niet worden aangeraakt.